# 穆罕默德·伊德里西

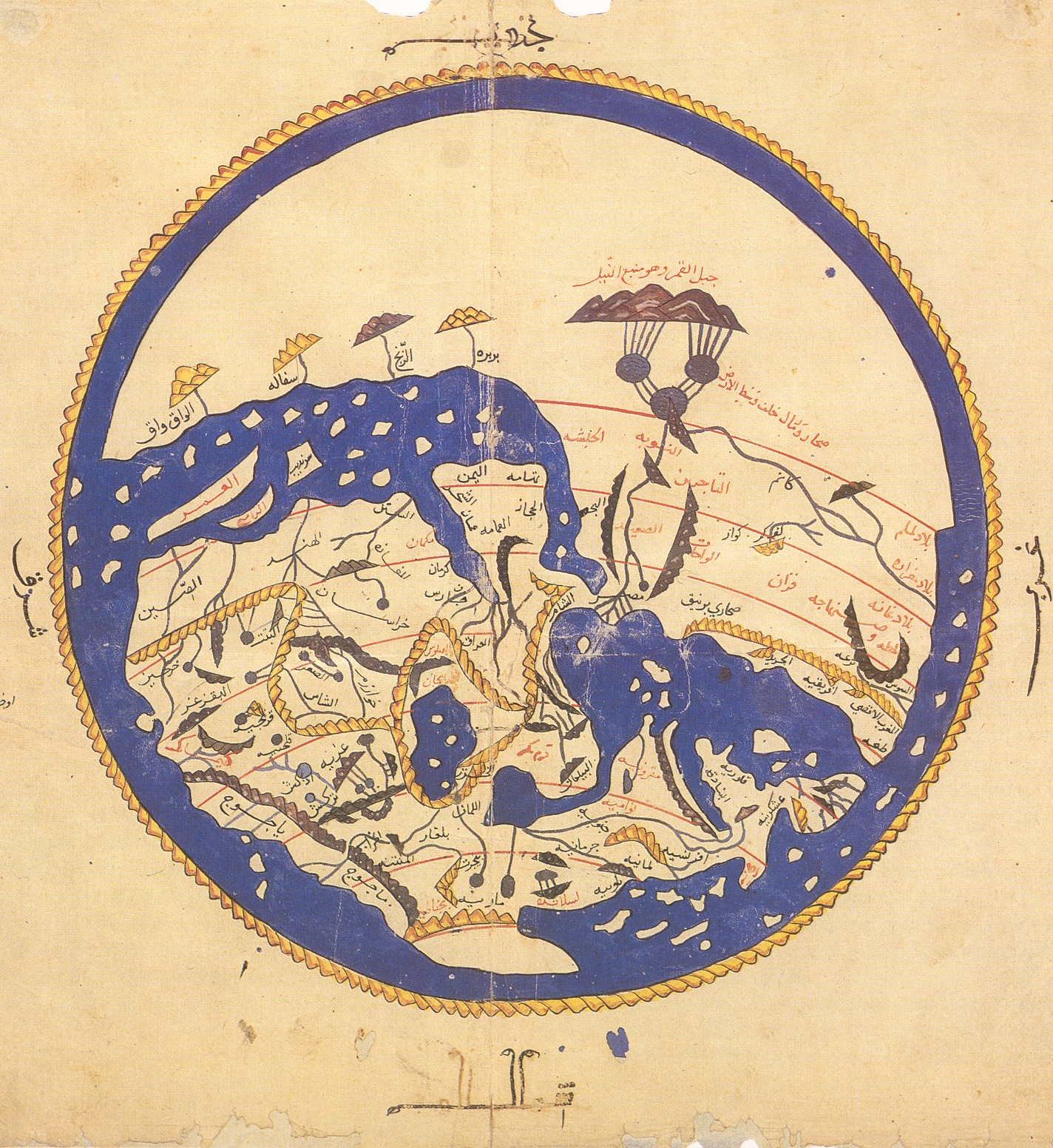
伊德里西1154年所制世界地图，以南为上

阿布·阿布德·阿拉·穆罕默德·伊德里西·库尔图比·哈萨尼（阿拉伯语：‎，1100年休达 - 1166年西西里或休达），阿拉伯地理学家、制图家和旅行者。